# Rechte Moselstrecke
| Messtischblatt von 1940, mit Treiser Tunnel und Bahndämmen |                      |                          |                          |
| Streckennummer (DB): | 3113                 |                          |                          |
| Streckenlänge: | 6,91 km              |                          |                          |
| Spurweite: | 1435 mm (Normalspur) |                          |                          |
| |                      |                          |                          |
| \| \| \| Moselstrecke von Koblenz \| \| \| \| \| Treis-Karden \| \| \| \| \| Moselstrecke nach Neef \| \| \| \| \| Mosel \| \| \| \| \| Treiser Tunnel (2565 m) \| \| \| \| \| Bruttig \| \| \| \| \| (weitere Stationen) \| \| \| \| \| Tunnel bei Neef \| \| \| \| \| Moselstrecke von Treis \| \| \| \| \| Neef (ehem. Bf) \| \| \| \| \| Moselstrecke nach Trier \| \| \| \| \| \| \| \| Quellen: [2] \| \| \| \| |                      |                          |                          |
| Strecke |                      | Moselstrecke von Koblenz | Moselstrecke von Koblenz |
| Bahnhof |                      | Treis-Karden             | Treis-Karden             |
| Abzweig ehemals geradeaus und nach rechts |                      | Moselstrecke nach Neef   | Moselstrecke nach Neef   |
| Brücke über Wasserlauf (Strecke außer Betrieb) |                      | Mosel                    | Mosel                    |
| Tunnel (Strecke außer Betrieb) |                      | Treiser Tunnel (2565 m)  | Treiser Tunnel (2565 m)  |
| Bahnhof (Strecke außer Betrieb) |                      | Bruttig                  | Bruttig                  |
| |                      | (weitere Stationen)      |                          |
| Tunnel (Strecke außer Betrieb) |                      | Tunnel bei Neef          | Tunnel bei Neef          |
| Abzweig ehemals geradeaus und von rechts |                      | Moselstrecke von Treis   | Moselstrecke von Treis   |
| Haltepunkt / Haltestelle |                      | Neef (ehem. Bf)          | Neef (ehem. Bf)          |
| Strecke |                      | Moselstrecke nach Trier  | Moselstrecke nach Trier  |
| |                      |                          |                          |
| Quellen: |                      |                          |                          |

Als Rechte Moselstrecke wird eine geplante und teilweise fertiggestellte, aber nicht in Betrieb gegangene normalspurige Eisenbahnstrecke an der unteren Mosel zwischen Bullay und Koblenz bezeichnet. Markantestes Bauwerk der Strecke war der Treiser Tunnel, mit 2565 Metern Länge seinerzeit der siebtlängste Eisenbahntunnel in Deutschland. Im erweiterten Sinn umfasst der Begriff auch eine unter militärstrategischen Gesichtspunkten geplante Bahnstrecke von Trier nach Neuwied, als deren Teilstück die Strecke hätte fungieren sollen.

## Geschichte

### Regionale Erschließungsbahn im Cochemer Krampen

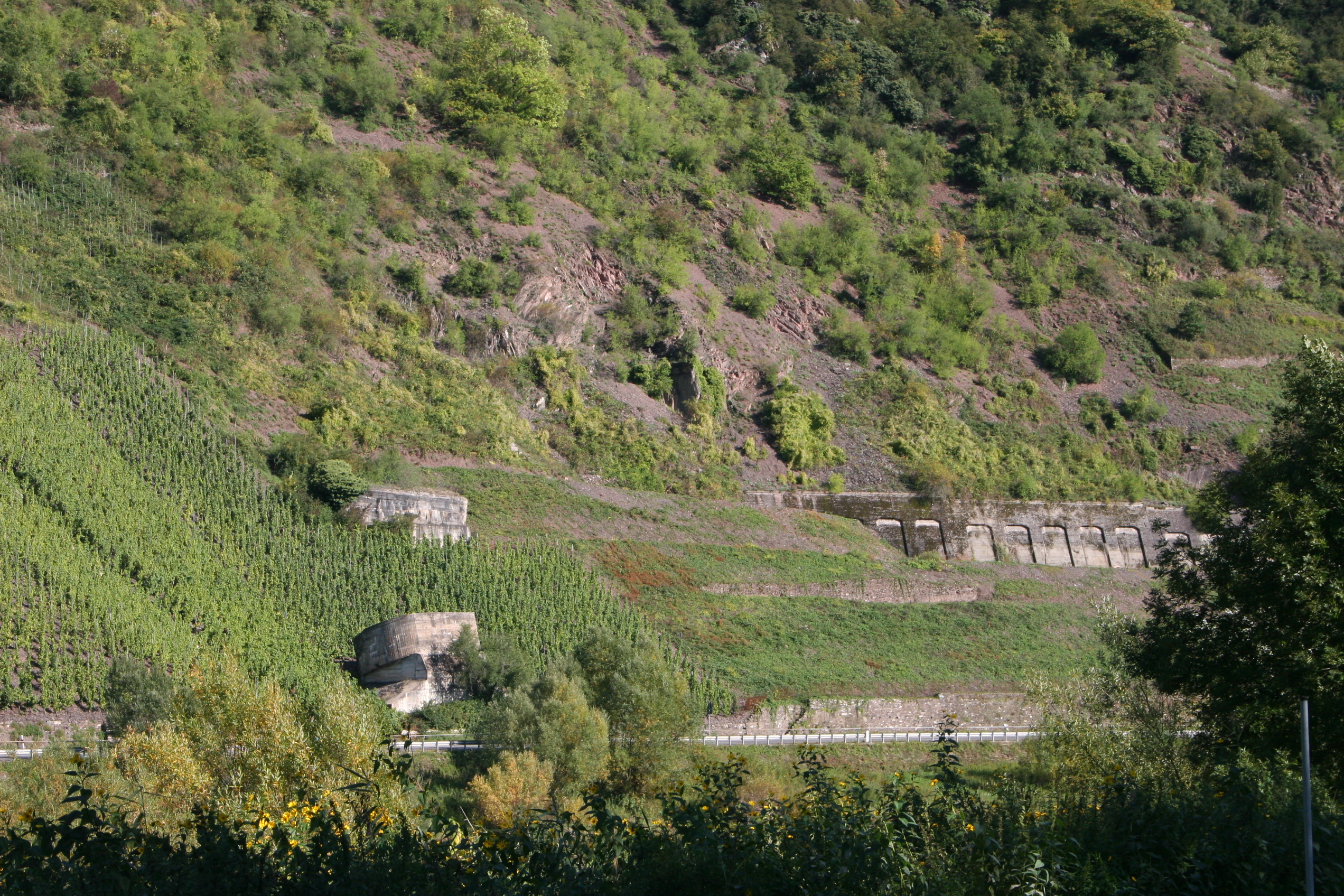
Südportal des Treiser Tunnels in der Ortslage Bruttig-Fankel

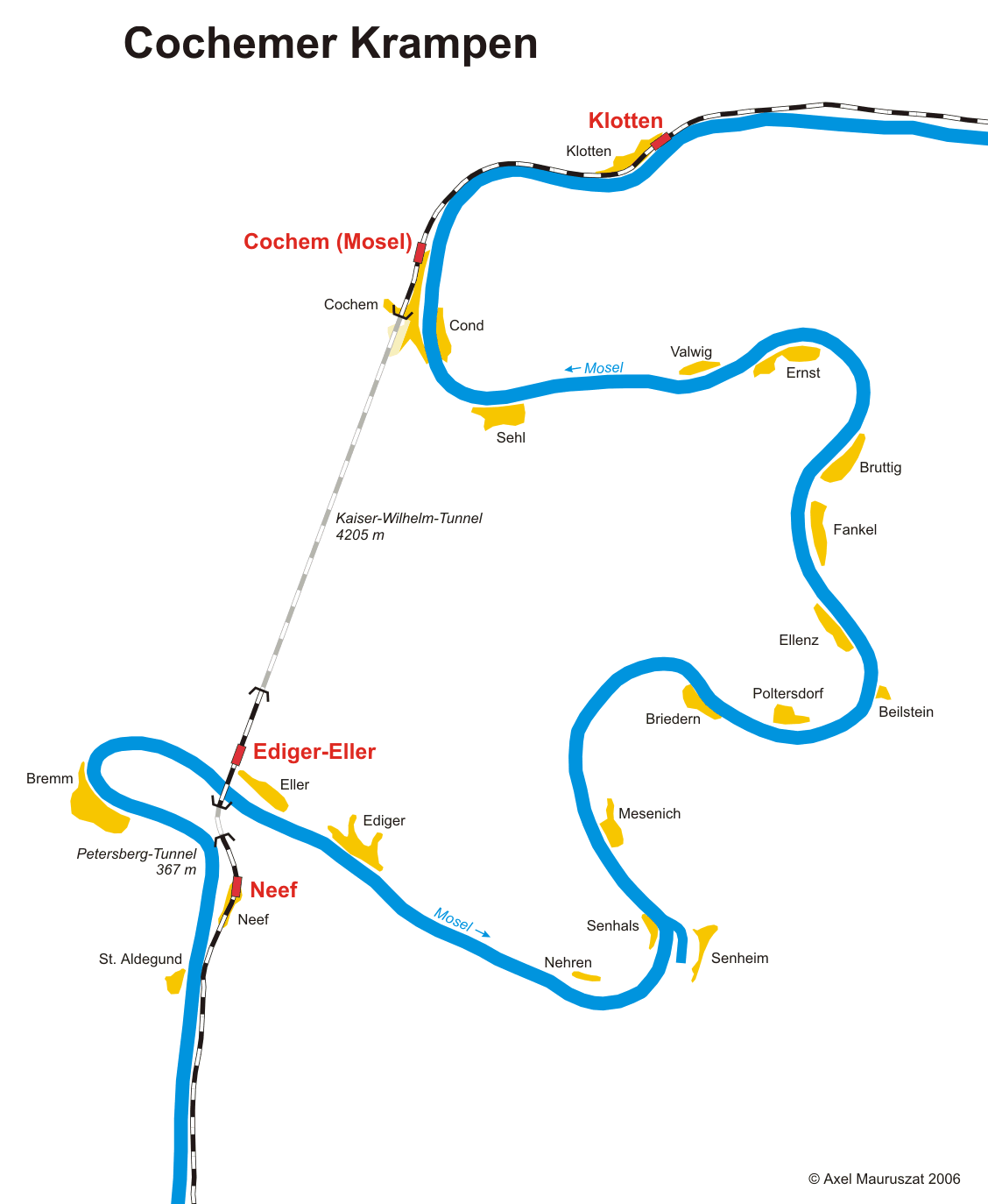
Cochemer Krampen

Nach Fertigstellung der Moselstrecke 1879 sowie der Moselbahn 1905 waren die meisten der vom Weinbau geprägten Orte entlang der unteren Mosel zwischen Trier und Koblenz direkt oder, über eine Fährverbindung, indirekt an die Eisenbahn angeschlossen worden. Eine Ausnahme bildete lediglich der Bereich des Cochemer Krampens, da hier die Moselstrecke durch den Kaiser-Wilhelm-Tunnel die den Krampen bildenden drei Moselschleifen abkürzte. Schon ab 1893 wurde in unregelmäßigen Abständen eine Eisenbahn auch in diesem Bereich der Mosel diskutiert. Konkret wurde es aber erstmals im September 1905, als der Bürgermeister der Gemeinde Senheim, welche damals gleichzeitig Sitz einer Bürgermeisterei war, in einer Denkschrift an den Oberpräsidenten der Rheinprovinz in Koblenz anregte, im betroffenen Bereich und weiter bis Koblenz eine Eisenbahn auf dem rechtsseitigen Ufer der Mosel zu bauen. Neben der Verbesserung der lokalen Verkehrsverhältnisse wurde auch darauf hingewiesen, dass im Falle einer militärischen Auseinandersetzung mit Frankreich zur Mobilmachung neben der Moselstrecke eine weitere Route zur Verfügung stehen würde. Das Papier wurde auch von Bürgern anderer betroffener Gemeinden unterzeichnet. Auf Anregung des Oberpräsidenten wurde die Denkschrift dem zuständigen Minister in Berlin zugeschickt, außerdem ein weiteres Schreiben der nun als Comite zur Erstrebung einer rechtsmoseligen Staatseisenbahn Bullay–Coblenz firmierenden Gruppe an das Preußische Herrenhaus mit der Bitte, die für den Bau der Strecke notwendigen Mittel bereitzustellen.
In ersten Stellungnahmen unterstützten sowohl der Oberpräsident als auch das Oberbergamt in Bonn das Vorhaben, letzteres mit dem Verweis auf insgesamt 34 an der Strecke gelegene Vorkommen an Erzen, welche nach Fertigstellung der Bahn bergbautechnisch abgebaut werden könnten. Die Handelskammer in Koblenz schrieb ebenfalls an den Minister und bezweifelte, dass das lokale Verkehrsaufkommen eine solche Verbindung rechtfertigen würde, unterstützte aber trotzdem den Bau, da sie die angesprochenen militärischen Aspekte nachvollziehen konnte. Aufgrund dieser Eingaben empfahl das Herrenhaus der Regierung, den Plan zum Bau der Strecke weiterzuverfolgen.
Zeitgleich stellte sich die Frage, wer den Bau und den Betrieb durchführen solle. Da die zu bauende Bahn in Bullay Anschluss an die frisch errichtete Moselbahn gehabt hätte, wäre es naheliegend gewesen, dass entweder diese oder die Westdeutsche Eisenbahn-Gesellschaft, welche den Bau der Moselbahn durchgeführt und dort auch die Betriebsführung innehatte, dies übernommen hätten. Beide Gesellschaften winkten aber ab, da bereits der Bau der Moselbahn 16 Millionen Mark verschlungen hatte, ein weiteres Projekt ähnlicher Größenordnung die finanziellen Möglichkeiten überspannt hätte. Da die beteiligten Kreise ebenfalls nicht in Frage kamen, blieb für den Koblenzer Regierungspräsidenten aus dessen Sicht nur der Bau als Staatsbahn übrig. Zu beachten wäre allerdings, dass die neue Bahn zwar die bestehende, stark befahrene Moselstrecke entlasten könnte, diese Notwendigkeit aber hinfällig wäre, falls die angedachte Kanalisierung der Mosel umgesetzt würde. Nun meldete sich auch die zuständige Eisenbahndirektion Saarbrücken zu Wort. Sie war der Meinung, dass der lokale Transportbedarf keinesfalls den Bau einer Eisenbahn rechtfertigen würde, die Moselstrecke auch nicht an der Grenze ihrer Kapazität angelangt wäre. Außerdem wurde nochmals auf die potentielle Moselkanalisierung verwiesen.
Das Ministerium in Berlin übernahm nun diese ablehnende Haltung und regte stattdessen im Juni 1906 den Bau einer im Straßenplanum verlaufenden Kleinbahn auf dem linken Moselufer des Krampens an. Das Komitee wiederum hielt nichts von einer solchen Überlandstraßenbahn. Da der Regierungspräsident aber keinen weiteren Gesprächsbedarf sah, schlief die ganze Sache ein.

### Strategische Eisenbahn
Erneut zum Thema wurde die Strecke, nachdem die Regierung in Berlin 1912 den Entschluss gefasst hatte, die ohnehin nur halbherzig betriebenen Planungen zur Kanalisierung der Mosel nicht weiter zu verfolgen und stattdessen eben doch die Eisenbahnstrecke entlang der Mosel auszubauen. Umgehend meldete sich das Komitee wieder zu Wort und in dessen Namen überreichte Anfang 1913 der Landrat des Kreises Zell eine abermalige Denkschrift, welche der von 1905 weitgehend gleich war. Da ihm die Meinungsänderung in Berlin bekannt war, unterstützte der Oberpräsident in Koblenz das Ansinnen. Eine Petition eines Weingutsbesitzers aus Poltersdorf zum Bau einer Strecke Koblenz–Cond–Alf–Trier wurde von mehreren hundert Personen aus verschiedenen Orten unterzeichnet. Mittlerweile hatte sich auch der Landrat des Kreises Wittlich geäußert und anstelle eines Ausbaues der bestehenden eine zusätzliche, parallel führende Strecke für seinen Bereich gefordert, um einige von der Moselstrecke nur unzureichend erschlossene Orte in der Wittlicher Senke direkt anzuschließen. Aus weiteren Orten entlang der Strecke und auch aus abseits gelegenen Bereichen meldeten sich Amtsträger, Gemeinden, Vereine und sonstige Gruppen und Personen und äußerten Wünsche, Anregungen oder Bedenken.
Schließlich wurde im Mai 1914 die Eisenbahndirektion in Saarbrücken beauftragt, eine ausführliche Planung in die Wege zu leiten. Die vorgesehene strategische Strecke sollte von Ehrang entweder bis zum Ürziger Bahnhof oder bis Bullay als drittes und viertes Gleis entlang der bestehenden Strecke durch die Wittlicher Senke gebaut werden, spätestens aber ab Bullay auf einer eigenständigen Trasse auf dem rechten Moselufer bis zum Koblenzer Güterbahnhof Lützel führen. Jenseits von Koblenz sollte die Strecke ihre Fortsetzung finden in einer neu zu bauenden Brücke über den Rhein, um bei Neuwied einen Anschluss an die auf der rechten Rheinseite verlaufende Eisenbahnstrecke herzustellen.
Bei einer Bereisung der unteren Mosel am 30. Juni 1914 wurde in Anwesenheit etlicher betroffener Landräte und weiterer politischer Entscheidungsträger von Vertretern der Eisenbahndirektion die ausgearbeitete Grobplanung vorgestellt. Wie bei den in jener Zeit unter militärstrategischen Gesichtspunkten gebauten Strecken üblich, war man mit Kunstbauten sehr großzügig. Die neu zu bauende zweigleisige Strecke sollte die bestehende im Bereich westlich von Alf verlassen, zunächst auf dem linken Moselufer verbleiben, und erst bei Neef mittels einer Brücke auf das rechte Ufer der Mosel wechseln, um dort die Altstrecke zu queren. Der Bahnhof in Bullay sollte mit einer eigenständigen Brücke nördlich des Ortes angeschlossen werden. Ab Bruttig sollte die Strecke durch einen längeren Tunnel unter einem Ausläufer des Hunsrücks hindurch, unter Umgehung von Valwig, Cochem und Cond, direkt nach Treis geführt werden. Bei Moselweiß sollte die Strecke wieder mit der bestehenden Moselstrecke zusammengeführt werden. Teil der Planung war auch eine kurze eigenständige Streckenführung bei Quint, um durch einen Viadukt den Meulenwaldtunnel zu umgehen.
Umgehend meldeten sich die Bürgermeister von Senheim, Beilstein und Treis ablehnend zu Wort, da ihre Orte durch einen Damm von der Mosel abgeschnitten werden sollten. Dies sollte ebenso erfolglos bleiben wie die Beschwerden der Stadt Cochem und der Gemeinde Cond darüber, dass sie von der neuen Strecke nicht berührt würden. Letztere wurden mit der Begründung abgewiesen, eine derartige Führung würde die Strecke um neuneinviertel Kilometer verlängern und Mehrkosten in Höhe von 8,5 Millionen Mark verursachen. Auf Seiten der Befürworter sollte sich die Debatte vornehmlich um die Frage der Lage von Bahnhöfen und Haltestellen drehen.

### Bruttig–Treis mit Treiser Tunnel

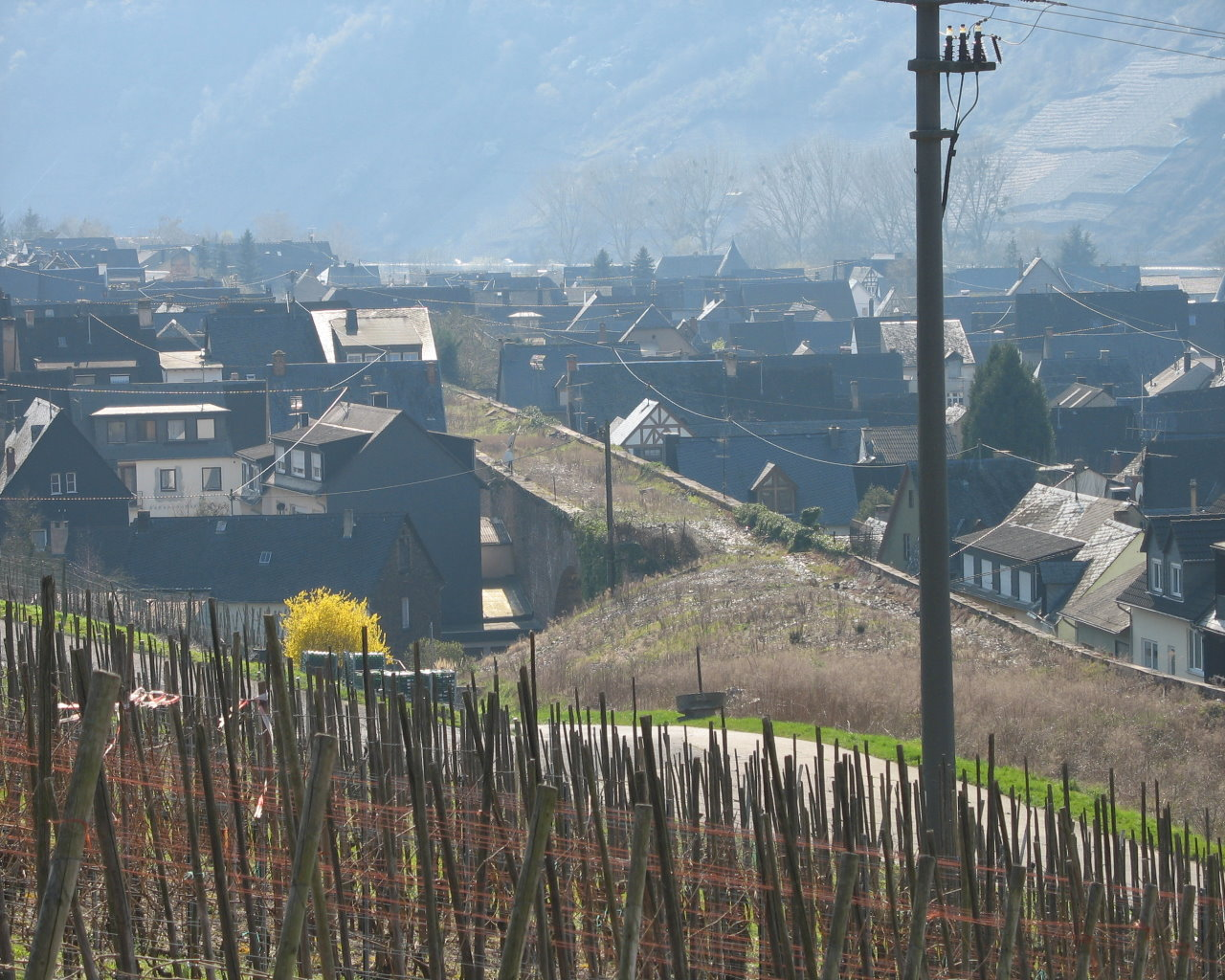
Blick von Norden auf Bruttig und den Damm

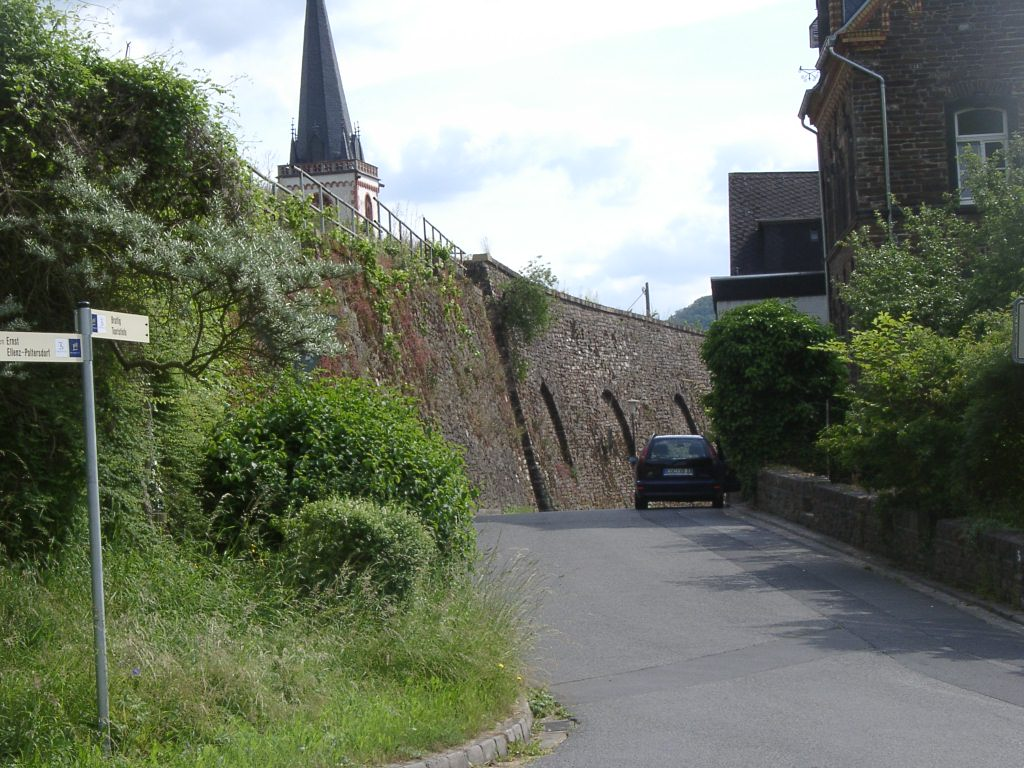
Bruttig, nördlicher Ortseingang

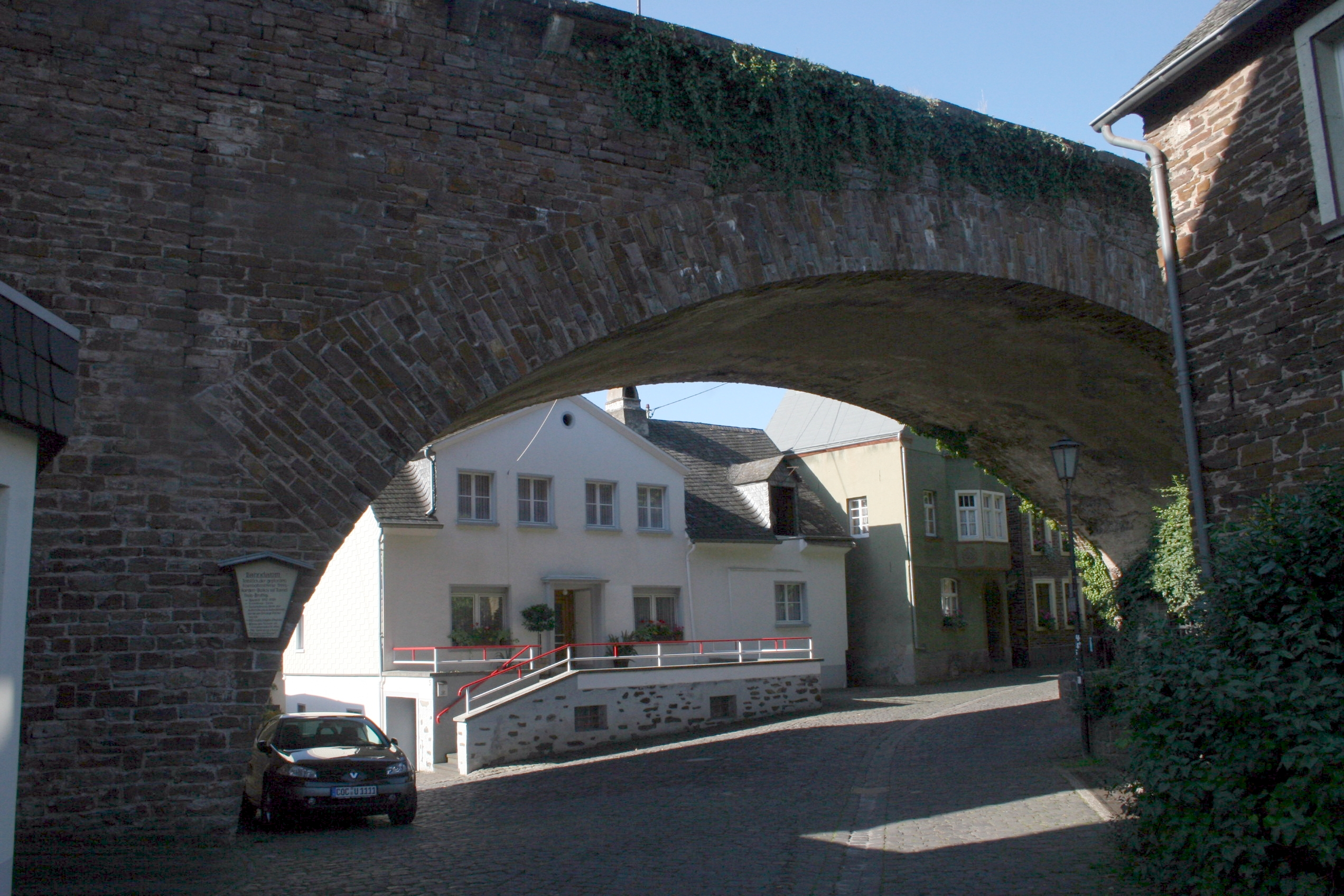
Die größte der Bruttiger Brücken

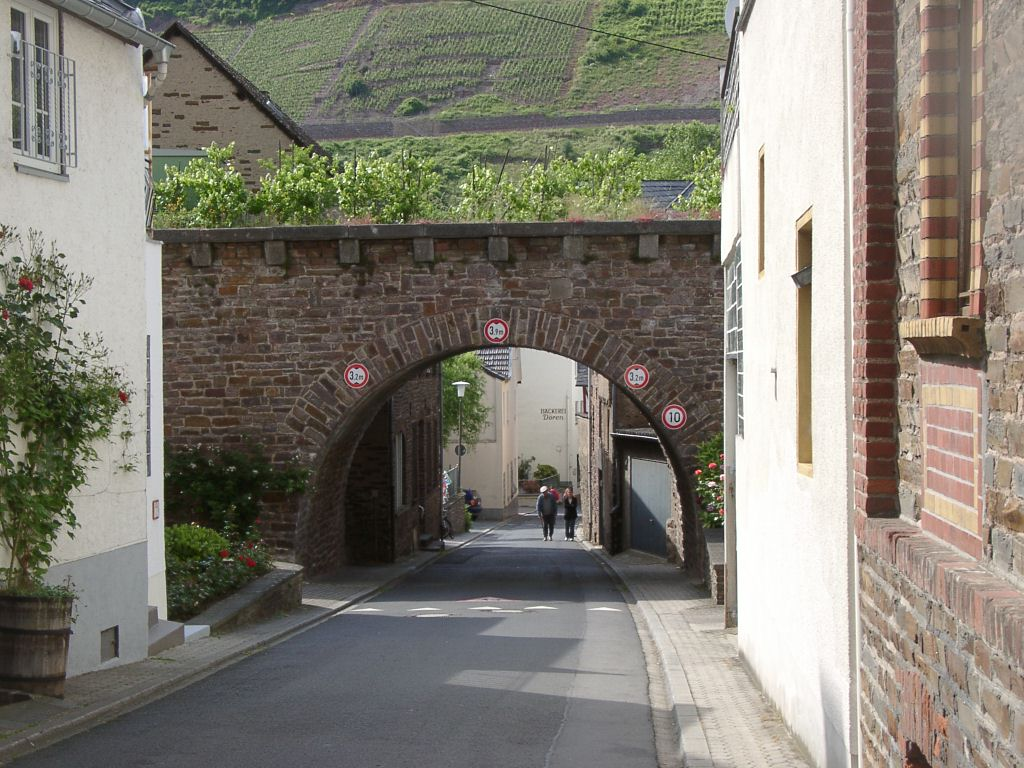
Jeder Straße ihren Durchgang …

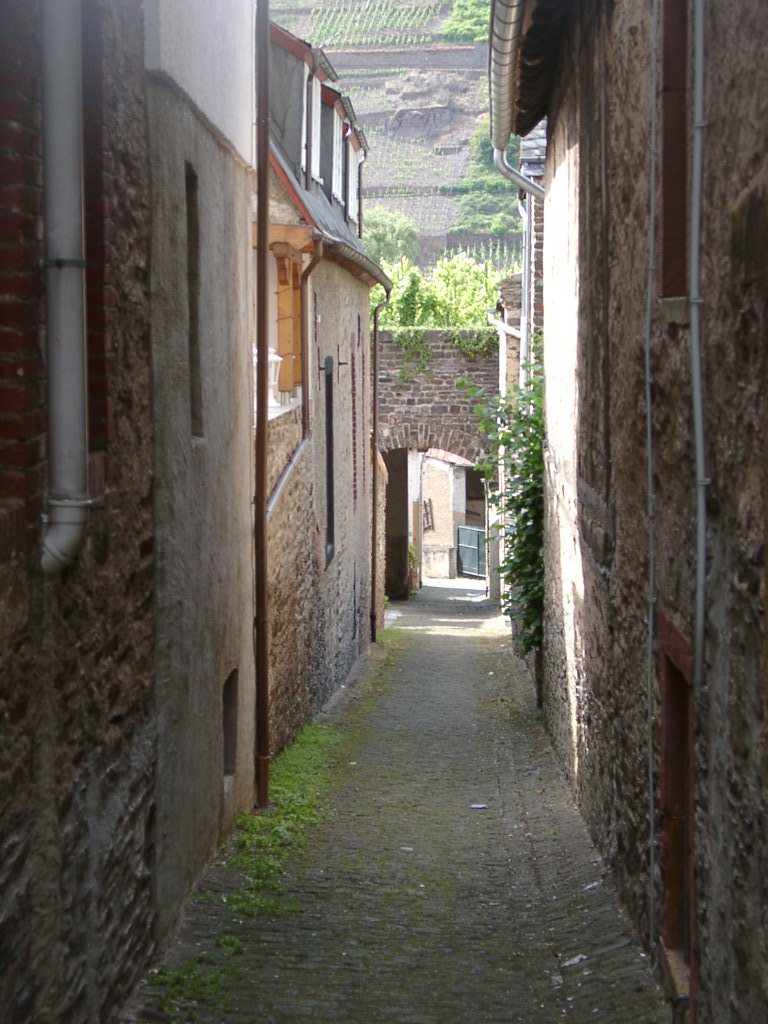
… und ist sie auch noch so schmal

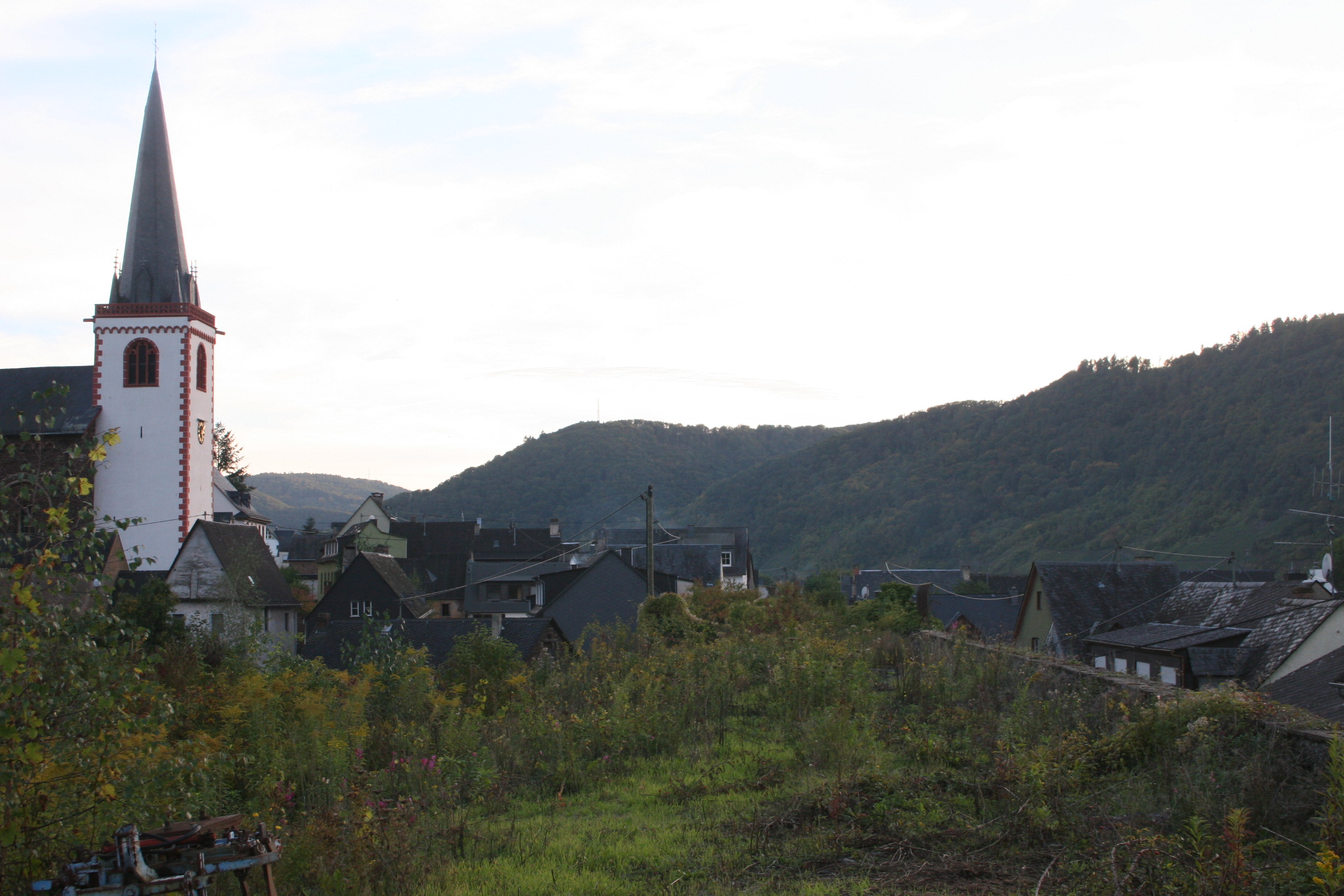
Bruttig: auf dem Bahndamm

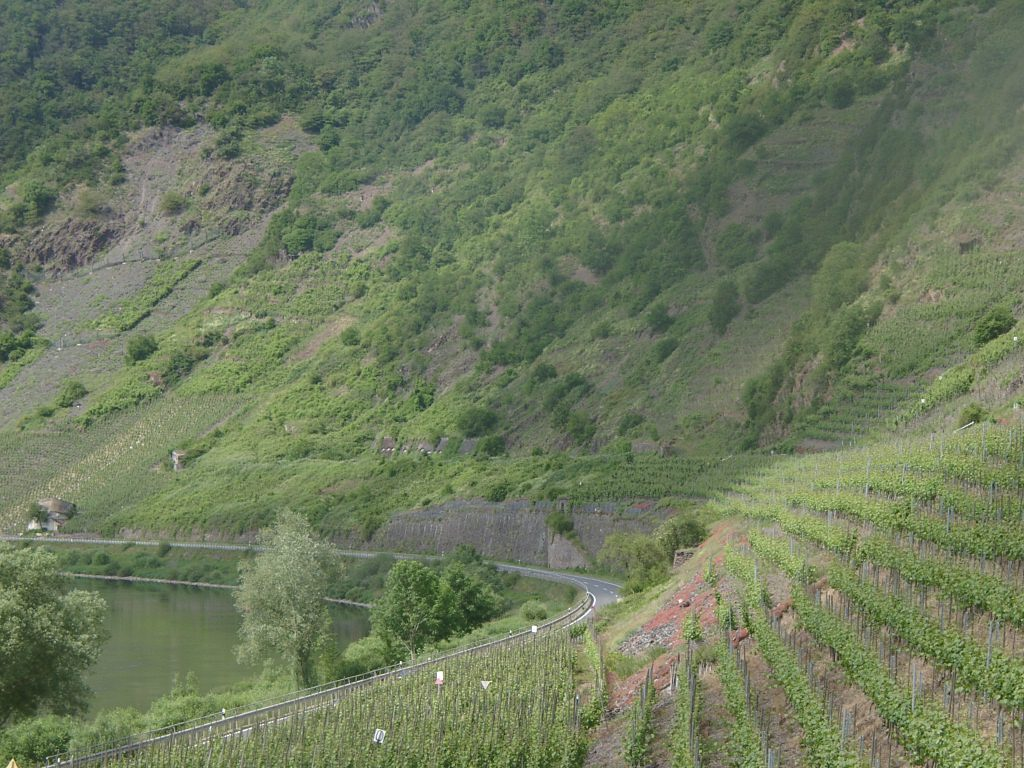
Blick entlang der Trasse zum Südportal des Tunnels

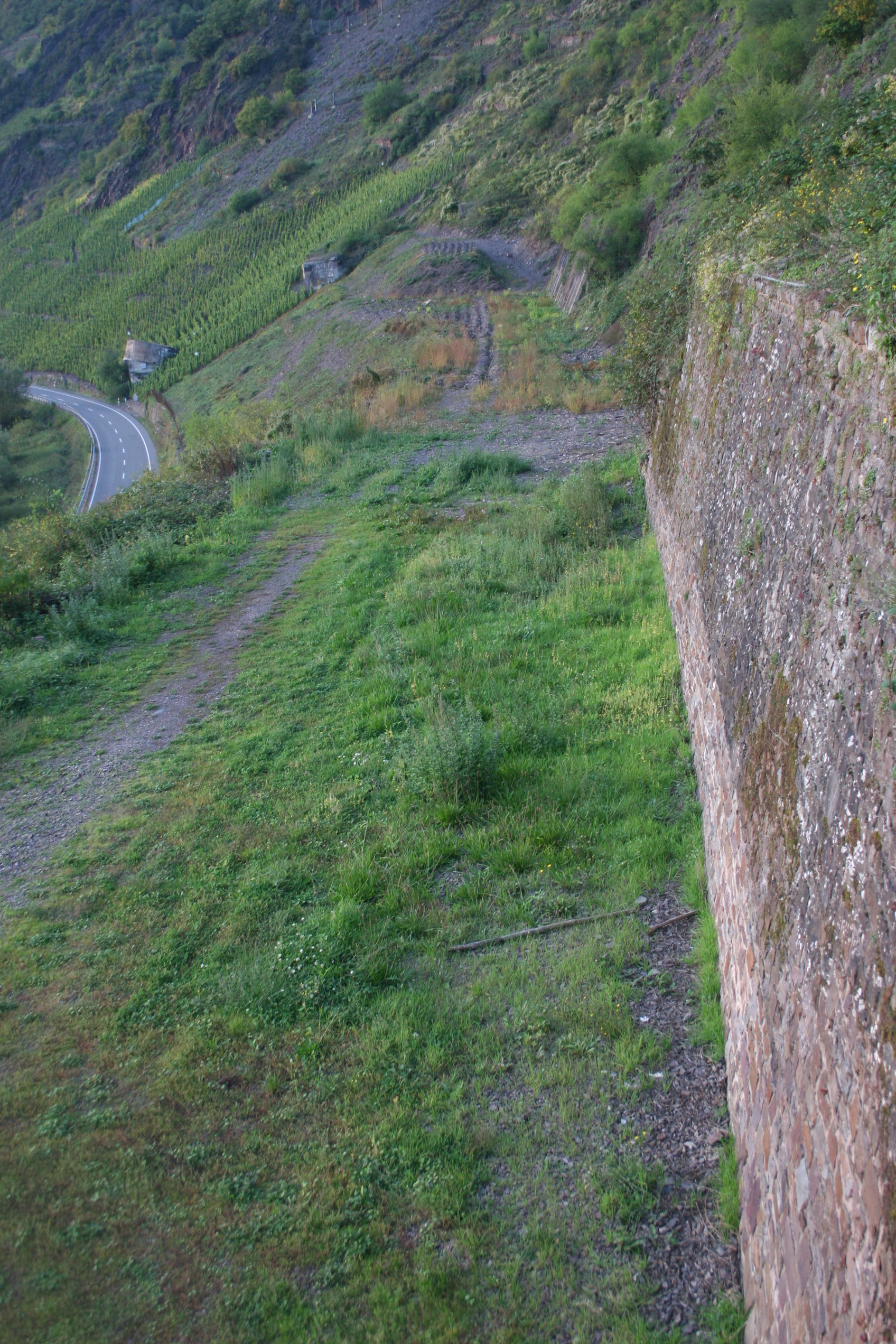
Nicht viel übrig: ehemaliges Südportal

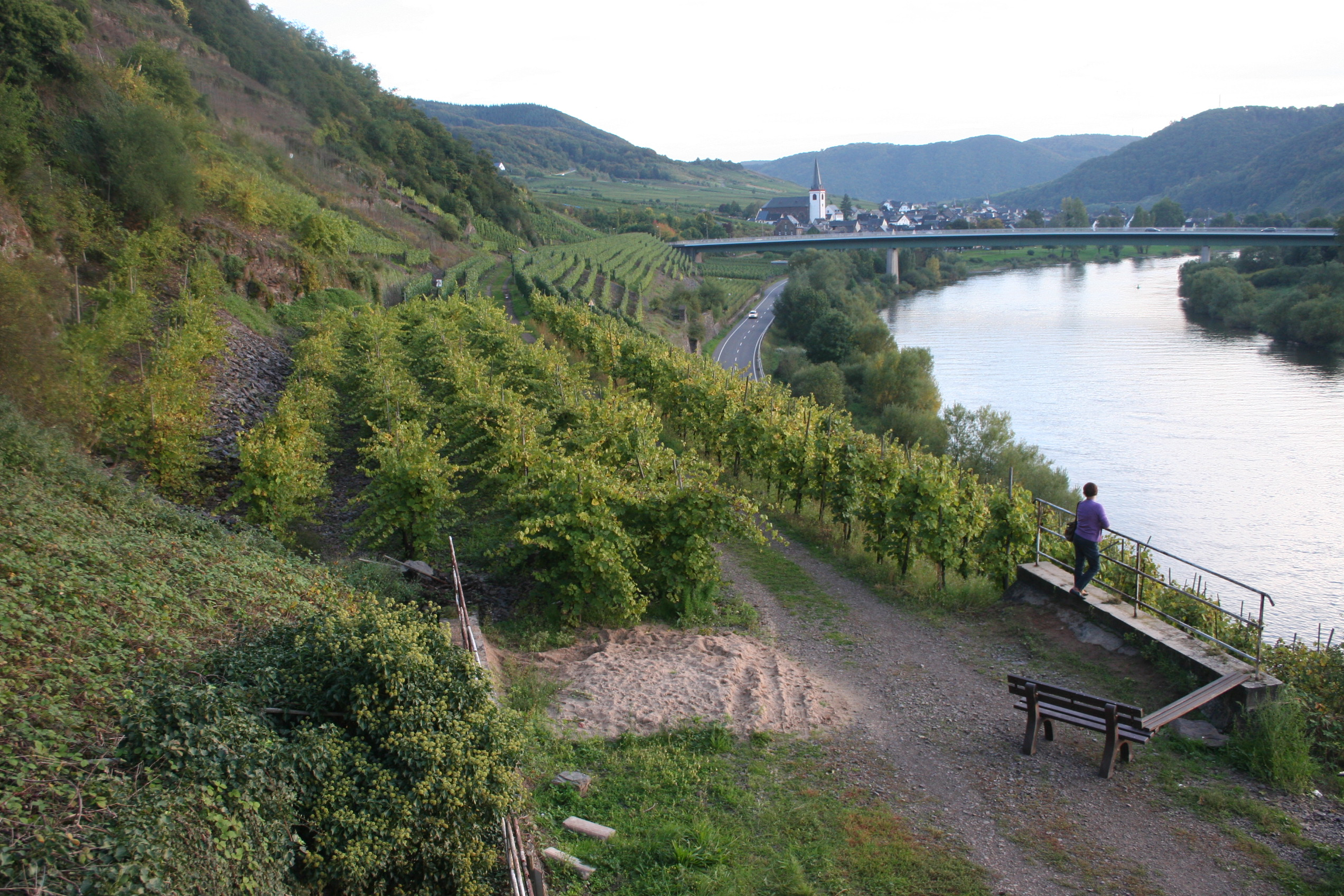
Weinbau auf der Trasse

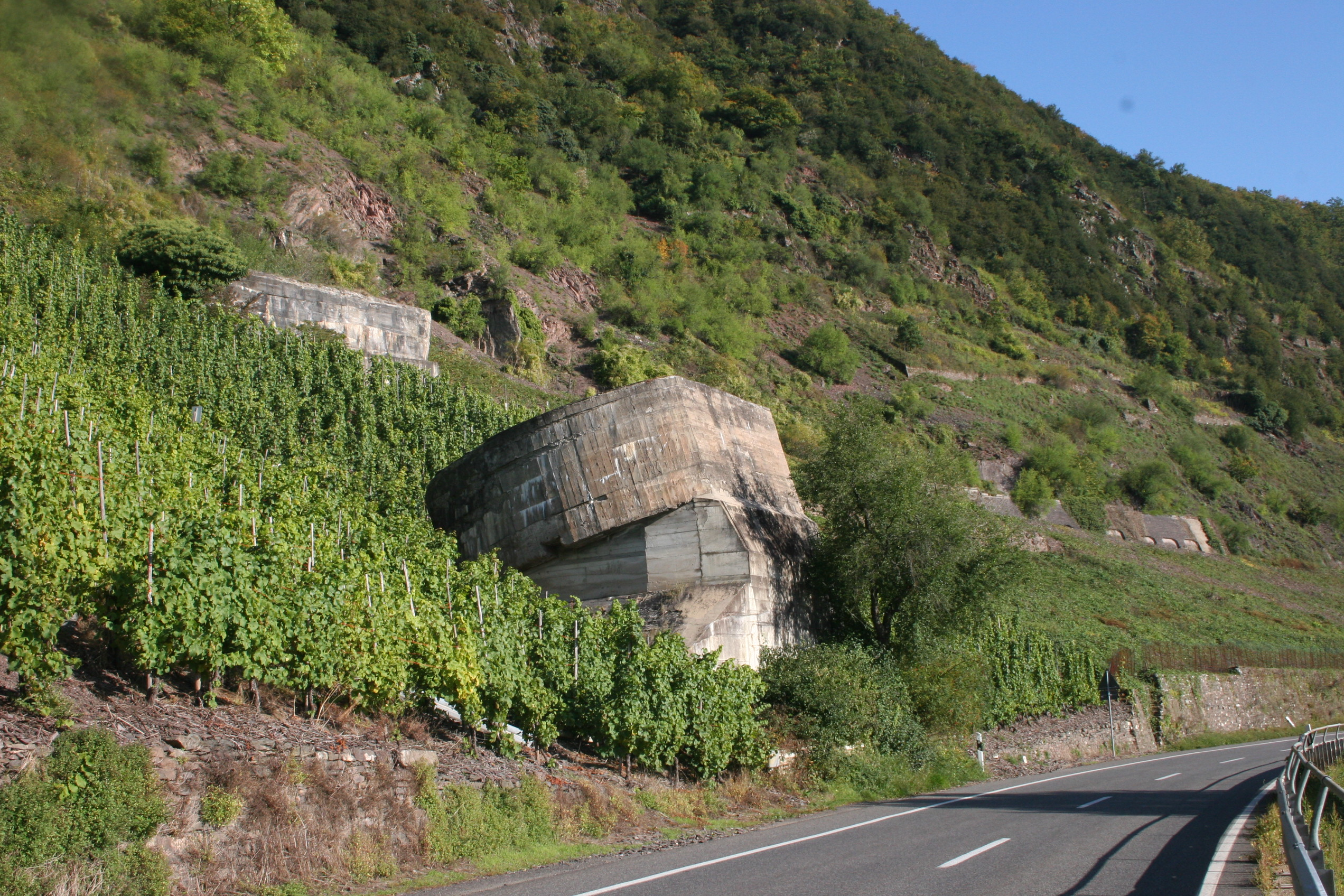
Reste der gesprengten Betonbauten

Mit Beginn des Ersten Weltkrieges im August 1914 ruhte die Weiterführung der Planung vorläufig. Erst im Juni des darauffolgenden Jahres forderte das Ministerium in Berlin die Eisenbahndirektion auf, ihre Pläne möglichst bald vorzulegen, um den Beginn der Bauarbeiten nicht weiter zu verzögern. Dieser erfolgte dann auch im noch im gleichen Jahr. In der Folgezeit wurden Dämme, Stützmauern und Bachdurchlässe in und bei Bruttig, Fankel, Alken, Beilstein und Treis errichtet (Siehe auch: Bruttig-Fankel#Der Bahndamm in Bruttig).
Der Treiser Tunnel wurde Anfang 1918 angebohrt, das Aushubmaterial vornehmlich zur Anlage eines Dammes quer durch den Ort Bruttig verwendet. Zwischenzeitlich waren auch anderenorts Fortschritte erzielt worden. Die Rheinbrücke zwischen Urmitz und Neuwied war in den Jahren 1916 bis 1918 erbaut und anschließend als Kronprinz-Wilhelm-Brücke, Vorläuferin der heutigen Urmitzer Eisenbahnbrücke, in Betrieb genommen worden. Mit dem Bau des Quinter Viadukts war 1917 begonnen worden. Zum Kriegsende Ende 1918 wurden alle Arbeiten vorübergehend eingestellt.
1919 konnte, mit Duldung der französischen Besatzungsbehörden, zumindest der Bau des begonnenen Teilstücks fortgesetzt werden. Am 20. Dezember 1919 fand der Durchschlag statt. Ein 195 Meter hoher Schacht zur Belüftung des Tunnels wurde ebenfalls fertiggestellt. Auch am Damm, der Bruttig in zwei Hälften teilte, wurde weitergebaut. Jede der zwölf ihn schneidenden Straßen und Gassen erhielt eine Unterführung. Eine von diesen besaß den größten Rundbogen, der bis dahin im Eisenbahnbau erstellt worden war. Nach Abschluss der Tunnelarbeiten 1923 wurde dieser zugemauert. Zu diesem Zeitpunkt wäre er mit 2565 Metern Länge der siebtlängste Eisenbahntunnel in Deutschland gewesen. Ihn übertrafen nur Kaiser-Wilhelm-, Schlüchterner-, Fahrnauer-, Krähberg-, Brandleite- und Rudersdorfer Tunnel.
Insgesamt wurde aber an der Mosel zunächst davon ausgegangen, dass der Streckenbau auch jenseits des begonnenen Teilstücks weitergeführt werde. So forderte eine Petition an die Deutsche Nationalversammlung unter Verweis auf Artikel 150 der Verfassung, aus Gründen des Landschaftsschutzes die Strecke in Beilstein nicht zwischen Ort und Mosel, sondern auf der Bergseite des Ortes zu bauen. Die Strecke „gehörte zu den kostspieligsten, die im Rheinland je vorgenommen worden sind“.

### Abermaliges erfolgloses Ringen
Hinter den Kulissen wurde indessen heftig über die Zukunft der Strecke diskutiert. Der Versailler Vertrag vom Juni 1919 sah in Paragraph 43 indirekt das Verbot des Baues strategischer Eisenbahnstrecken in einer Zone entlang des Rheines sowie in allen Gebieten westlich hiervon vor. In einer Note der Alliierten vom Mai 1922 wurde der Weiterbau der Gesamtstrecke dementsprechend untersagt. Auch in Berlin war man sich dessen bewusst, dass eine strategische Bahn aufgrund der veränderten Verhältnisse unsinnig war. Sollte die Strecke eine Zukunft haben, dann nur zur Befriedigung des lokalen Bedarfs und als Umleitungsmöglichkeit für den Fall einer Störung im Kaiser-Wilhelm-Tunnel. Dementsprechend wurde der doppelte Anschluss an die Moselstrecke mittels zweier Brücken im Raum Bullay zugunsten eines direkten, brückenfreien Anschlusses am Petersberg-Tunnel beim nördlich von Bullay gelegenen Ort Neef verworfen. Gleiches galt für sämtliche Planungen zur Weiterführung in Richtung Trier, wobei immerhin der Quinter Viadukt 1922 fertiggestellt wurde, ohne jemals in der Folgezeit in Betrieb zu gehen. Auch moselabwärts zwischen Treis und Koblenz sollte nicht weitergebaut werden, stattdessen sollte die Bahn mittels einer Brücke bei Karden an die bestehende Strecke angebunden werden. Folgerichtig firmierte die Strecke nun unter dem Titel Neef-Carden.
Ein Erlass des Ministers für Handel und Gewerbe vom 7. August 1923 verdeutlichte die neue Situation, machte aber gleichzeitig klar, dass, wenn überhaupt, nur dann weitergebaut würde, wenn sich die am Bau der Strecke Interessierten mit weitergehenden Forderungen zurückhielten und darüber hinaus Zuschüsse zu leisten bereit wären. Die Gemeinden boten die kostenlose Bereitstellung von Gemeindeland an, das Ministerium hingegen erwartete die kostenlose Bereitstellung sämtlichen Bodens und die Übernahme sämtlicher Nebenleistungen.
Dieser Verhandlungsphase setzten dann sowohl die Hyperinflation als auch ein Erlass der französischen Besatzungsbehörden, sämtliche Arbeiten einzustellen, ein Ende. Schließlich zog die Baufirma, Grün & Bilfinger aus Mannheim, ab, auf der Baustelle kehrte 1924 Ruhe ein. Bis zu diesem Zeitpunkt waren Baukosten in Höhe von neun Millionen Mark entstanden.
Im Herbst 1924 meldete sich das Senheimer Eisenbahnkomitee abermals zu Wort. Mit einem Schreiben an die mit Verhandlungen mit der Rheinlandkommission betraute deutsche Delegation hoffte man auf die Genehmigung zur Wiederaufnahme der Bauarbeiten und betonte, dass es sich bei der Strecke von Anfang an eigentlich nur um eine lokale Nebenbahn gehandelt habe. Gleichzeitig schlossen sich neun an der Strecke gelegene Gemeinden sowie die beteiligten Kreise Cochem und Zell zu einem Zweckverband zusammen, um zunächst anzumerken, dass die Forderungen des Ministers an die Gemeinden finanziell unmöglich zu leisten wären. Eine Abordnung dieses Zweckverbandes reiste im April 1925 nach Berlin. Dort war durchaus ein generelles Wohlwollen sowie die grundsätzliche Bereitschaft der Reichsbahn feststellbar; ihr fehlten allerdings die finanziellen Mittel, da Einnahmen und Vermögen als Reparationsleistungen verpfändet worden seien. Das Land Preußen verweigerte ebenfalls Zahlungen an die Reichsbahn und war bestenfalls bereit, den Gemeinden einen Zuschuss zu den Grunderwerbskosten zu gewähren.
In der Folgezeit wurde in Berlin das Projekt in unregelmäßigen Abständen aufgegriffen. Nach Aussagen des Reichsverkehrsministeriums von 1926 wären für die Fertigstellung einer Strecke von Karden nach Neef noch 10,5 Millionen Mark aufzubringen gewesen.
Hatte das Vorhaben Anfang 1927 in Listen von im Rahmen von Arbeitsbeschaffungsmaßnahmen zu bauenden Eisenbahnstrecken noch gefehlt, so tauchte es Ende des Jahres in einem Antrag des Reichstages für ein Reichsbahnbauprogramm für 1927 wieder auf, nun aber schon als verkürzte Variante in Form einer Stichstrecke bis Treis. Die Moselquerung in Richtung Karden war nur in Klammern angeführt; die Baukosten kalkulierten sich mit 7,05 Millionen Mark bei einer Streckenlänge von 23 Kilometern. Allerdings betont die Reichsregierung, dass weder Staat noch Reichsbahn in der Lage seien, die Kosten für ein solches Bauprogramm zu übernehmen. Die von der Reichsbahnhauptverwaltung daraufhin mit technischen Vorplanungen und einer wirtschaftlichen Berechnung beauftragte Reichsbahndirektion Trier stellte ihre Ergebnisse im Januar 1928 vor. Es seien bisher 9,5 Millionen Mark verbaut worden, weitere 7,6 Millionen würden benötigt. Bei Verzicht auf eine Moselbrücke zwischen Treis und Karden und einfachster Bauausführung könnte dieser Betrag auf knapp 6 Millionen Mark gesenkt werden. Hinzu kämen weitere 855.000 Mark für den Grunderwerb. Eine doppelte Moselquerung bei Fankel und bei Briedern zur Schonung des Ortsbildes von Beilstein würde Mehrkosten in Höhe von 900.000 Mark verursachen. Außerdem sei mit einem jährlichen Betriebskostendefizit von 48.000 Mark zu rechnen.
Das endgültige Ende der Eisenbahnpläne im Cochemer Krampen erfolgte im Sommer 1933. In einem Schreiben an den Regierungspräsidenten in Koblenz vom 7. August bedauerte die Hauptverwaltung der Reichsbahn, dass aufgrund der noch fehlenden rund sechs Millionen Mark sowie der zu erwartenden völligen Ertragslosigkeit der Bahn ein Bau auch im Rahmen von Arbeitsbeschaffungsmaßnahmen nicht in Frage komme.
Allerdings wurde zum 2. Mai 1941 in Koblenz eine „Oberste Bauleitung“ der Deutschen Reichsbahn eingerichtet, die unter anderem für den Bau eines dritten und vierten Gleises der Moseltalbahn zuständig war und für die sich die baulichen Anfänge der Rechten Moselstrecke anboten, das Projekt zu verwirklichen. Diese Oberste Bauleitung wurde aber schon am 15. Mai des Folgejahres wieder aufgelöst.

### Champignonzucht
Eine Möglichkeit der Weiternutzung zumindest der Tunnelanlage bot, wie auch bei anderen nicht in Betrieb genommenen (Strecke Liblar–Rech) oder stillgelegten Tunneln wie dem alten Rosensteintunnel die Zucht von Speisepilzen. Ab 1937 baute die Saar-Mosel-Champignon-Zucht des spanischen Kaufmannes Wilhelm Alcover Champignons an. Dieser erste größere Betrieb in Bruttig bot etlichen Menschen aus dem Ort einen Arbeitsplatz.

### Unterirdischer Rüstungsbetrieb, Konzentrationslager, Zerstörung
Das unrühmliche Schlusskapitel der Geschichte der Strecke begann im Frühjahr 1944. Im Rahmen eines Notprogrammes zur Verlagerung rüstungswichtiger Güter in geschützte unterirdische Anlagen sollte für die Robert Bosch GmbH (unter dem Tarnnamen WIDU GmbH) eine unterirdische Fabrik für Zündkerzen und sonstiges elektronisches Zubehör für die Flugzeugindustrie aufgebaut werden. Das Gesamtprojekt erhielt die Decknamen Zeisig bzw. A7.
Zur Herrichtung der Fertigungsanlagen wie auch, neben regulären Arbeitern, zur späteren Arbeit in der Produktion war der Einsatz von Häftlingen aus Konzentrationslagern vorgesehen. Anfang März 1944 traf ein erstes Kommando mit 300 hauptsächlich französischen sogenannten NN-Häftlingen aus dem elsässischen KZ Natzweiler in Bruttig ein, von denen die Hälfte am Folgetag nach Treis verlegt wurde. Zunächst nur provisorisch in Privatgebäuden untergebracht, wurden für diese im Laufe des Frühjahrs schwerbewachte Barackenlager auf der Bahntrasse zu beiden Seiten des Tunnels errichtet. So entstand, unter der offiziellen Bezeichnung als KZ Außenlager Cochem, das KZ Bruttig-Treis als Außenlager von Natzweiler.
Unter menschenunwürdigen Umständen mussten die Häftlinge zunächst den Tunnel von den Hinterlassenschaften der Champignonzucht befreien und anschließend ausbauen und um unterirdische Kammern wie auch anschließende oberirdische Bauten erweitern. Anfang April wurden die französischen Häftlinge nach Natzweiler rückverlegt und durch 700 polnische und russische Häftlinge aus dem KZ Majdanek ersetzt. Am 24. Juli bestand die Gesamtbelegung des Lagers aus 1527 Insassen, insgesamt waren während seiner Existenz über 2000 Häftlinge dort interniert.
Im Juni 1944 konnte mit der Produktion begonnen werden, aber bereits im Laufe des Spätsommers wurden die Anlagen wieder teildemontiert und in die Räume Stuttgart und Bamberg verlagert. Am 14. September 1944 wurden die verbliebenen 600 Häftlinge in den Harz deportiert, zunächst in das Konzentrationslager in Nordhausen und später von dort weiter in das Lager Ellrich. Noch bis Januar 1945 betrieb ein rundes Dutzend ziviler Bosch-Mitarbeiter eine Presse im Tunnel.
Für gerüchteweise vorgebrachte Aussagen, dass im Tunnel Teile der V2-Raketen produziert oder in Nischen sogenanntes Nazigold eingemauert worden seien, gibt es keine Beweise.
Nach Übernahme der Region durch alliierte Truppen wurden das Tunnelinnere und auch die Portale im Sommer 1946 auf Anordnung der französischen Besatzungsbehörden durch mehrere Sprengungen an unterschiedlichen Stellen zerstört.

## Heutiger Zustand
Das markanteste Überbleibsel der Strecke bildet der bis zu zehn Meter hohe, mit Steinen verblendete und aus Abraummaterial des Tunnelbaus errichtete Damm, welcher den Ort Bruttig durchteilt. Im nördlichen Teil des Ortes wirkt er optisch wie eine Stadtmauer. Auch die zwölf innerörtlichen Unterführungen sind alle noch vorhanden. Da die darüber führende Strecke nie in Betrieb ging, kann man diese als zwölf miteinander verbundene Soda-Brücken betrachten. Die Oberfläche des Dammes wird als Garten oder für den Weinbau genutzt, im Übergangsbereich in Richtung des Ortsteils Fankel verlieren sich seine Spuren.
Durch die Sprengung der Portale ist der Treiser Tunnel optisch nicht mehr erkennbar. Die hinführenden Dämme mit ihren Bachdurchlässen sind noch vorhanden. Auf Treiser Seite verläuft dort heute ein asphaltierter Weg, auf Bruttiger Seite wird Weinbau betrieben. Dort sind unterhalb des Tunnelmundes noch die Reste zweier Betonbauten zu erkennen, welche als Wassergewinnungsanlagen, Notzugang sowie als Schutz gegen Bombardierungen dienten, und die in den 1940er Jahren errichtet wurden. Auf Bruttiger Seite besteht noch ein von der Deutschen Bahn verschlossener Seitenzugang zu einem rund achtzig Meter langen Bereich unmittelbar hinter einem 1944 zum Verschließen des Produktionswerkes errichteten Betontor. Nach Angaben von Jörg Neidhöfer, dem Vorsitzenden des Zeller Vereins Freunde Kanonenbahnweg und Prinzenkopf wurde bei einer an Karfreitag 2007 vorgenommenen Begehung festgestellt, dass der Tunnel ab da vollständig verschüttet ist. Der heutige Zustand des Tunnelinneren wie auch ein eventuelles Vorhandensein von Resten der Produktionsanlagen ist unbekannt. Die obere Öffnung des Luftschachtes wurde Mitte der 1980er Jahre mit einem Betondeckel verschlossen und der türmchenartige Aufbau abgetragen. Bauliche Reste sind nicht mehr erkennbar.
Ein Relikt des Tunnelbaus befindet sich auf dem dem Tunnelmund auf Treiser Seite gegenüberliegenden Stück der Moselstrecke westlich von Pommern am Fuße des Galgenberges. Dort wurde ein Ladegleis zur Anlieferung von Baumaterial gebaut, welches dann über eine Behelfsbrücke zur Baustelle transportiert wurde. Nach Abschluss der Arbeiten wurde das Ladegleis zum Streckengleis umfunktioniert, da es aus neuerem Schienenmaterial als das ursprüngliche bestand. Noch heute liegen daher die Streckengleise in diesem Bereich ungewöhnlich weit auseinander.
Sofern es die weiterführende Planung der Strecke betrifft ist die Verlängerung von Koblenz nach Neuwied der einzige Teil, welcher jemals in Betrieb ging und auch heute noch benutzt wird. Die ursprüngliche Kronprinz-Wilhelm-Brücke wurde 1945 durch deutsche Truppen zerstört und 1954 durch die Urmitzer Eisenbahnbrücke ersetzt. Der 1922 fertiggestellte Quinter Viadukt ging niemals in Betrieb und wurde 1979 abgetragen. Teile des Abbruchmaterials fanden beim Bau eines Hauses in Trier Verwendung.
Nachdem die Deutsche Bahn als Eigentümerin der Fläche begonnen hatte, den Bahndamm in Bruttig zu sanieren und dies wesentlich länger dauerte als ursprünglich vorgesehen, wurde Anfang 2013 bekannt, dass sie überlege, die 6000 m² umfassende Fläche innerhalb des Ortes zu veräußern. Von Seiten der Gemeinde wurde dies begrüßt, da man dort der Auffassung war, dieses Gelände im Rahmen der Ortsentwicklung sinnvoll nutzen zu können. Für eine Machbarkeitsstudie in Hinblick auf Erhalt oder Abtragung des Dammes wurde vom Land Rheinland-Pfalz ein Zuschuss gewährt und weitere Landesmittel in Aussicht gestellt. Nachdem ein von der Verbandsgemeinde beauftragter Unternehmer die Abrisskosten, die die Gemeinde zu tragen hätte, auf 500.000 Euro geschätzt hatte, wurde im November 2014 von den Plänen Abstand genommen.

## Alternative Namen
Neben der Bezeichnung „Rechte Moselstrecke“ als Gegenstück zur weitgehend auf dem linken Moselufer verlaufenden und nach wie vor befahrenen Moselstrecke werden in der Literatur auch andere Bezeichnungen wie Rechtsufrige Moselbahn oder Moselbahn des rechten Ufers verwendet. Hier besteht allerdings Verwechselungsgefahr mit der ehemaligen Moselbahn von Bullay nach Trier, welche ebenfalls auf dem rechten Moselufer verlief. Wie oben beschrieben waren je nach Planungsstand auch andere Namen in Gebrauch. Das bis auf die Gleise fertiggestellte Teilstück wird im Streckenverzeichnis der Deutschen Bahn unter dem Namen Treis–Bruttig aufgeführt. Die Streckennummer ist 3113, angegeben sind als Anfangspunkt Kilometer 53,230 und als Endpunkt 60,140, also eine Länge von 6,91 Kilometer.